# 福井诚
福井诚（日语：／ Fukui Makoto，1940年2月28日—1992年10月18日），日本男子游泳运动员。他在1960年夏季奥林匹克运动会中，参加了男子4×200米自由泳比赛并获得银牌。

## 外部連結
- 福井诚在国际奥林匹克委员会的资料